# Remo Fernandes
Luis Remo de Maria Bernardo Fernandes, popularmente conocido como Remo Fernández (Panaji, Goa; 8 de mayo de 1953) es un cantante de playback, músico y compositor indio, que fusiona los géneros musicales como el pop y rock.
Su obra musical es una fusión de muchas culturas y estilos diferentes, en la que ha expuesto ser dedicada en primer lugar a un niño natural de Goa, como también en sus últimos viajes de todo el mundo. Estas influencias incluyen la música tradicional del Estado de Goa y la música portuguesa, la Sega de Mauricio y Seychelles, la música africana, la música latina de España y América del Sur, la música de antaño de estados comunistas de Europa del Este, la música dancehall de Jamaica y la Soca de Trinidad y Tobago.
También ha escrito y compuesto temas musicales en inglés, en la que tuvo un éxito más distintivo sobre un contexto basado en el idioma hindi. En la escena musical en algunas ocasiones, se hizo conocer también en el Bollywood, por lo que fue nominado como uno de los intérpretes más exitosos de las décadas de los años 1980 y 1990. Sus composiciones, en inglés, reflejan la vida y los acontecimientos sociopolíticos de la India, con la que cada ciudadano indio podía identificarse. También se hizo popular en gran medida, por conquistar con su música a la gente de clase media de la India. Su estilo pop/rock y sus temas musicales de películas se convirtieron en grandes éxitos instantáneos para conquistar también a grandes masas de los pueblos indígenas de su país, lo que le valió ganar discos de oro, platino y doble platino. 
También escribe y canta sus temas musicales en otros idiomas diferentes: hindi, francés, portugués y Konkani.

## Filmografía
| Año  | Título                        | Rol              | Notas                                         |
| ---- | ----------------------------- | ---------------- | --------------------------------------------- |
| 1985 | Trikal (Past, Present Future) | Cantor           | -                                             |
| 1987 | Jalwa                         | Himself          | Aparición especial en el título de la canción |
| 1998 | Pyar To Hona Hi Tha           | Himself          | Cparición especial en el título de la canción |
| 2013 | David (2013 Hindi film)       | Cantoer          | -                                             |
| 2014 | Ek Villain                    | Caesar           | Jefe del gurú Sidharth Malhotra               |
| 2015 | Bombay Velvet                 | A Portuguese Man |                                               |

## Galardones
- Karmaveer Puraskaar Noble Laureates, 26 de noviembre de 2007
- Padma Shri, 2007[7]

## Sus sonidos
- Archivo de audio "Tubla N Flute.ogg" no encontrado
- Archivo de audio "RemoFernandes_Konkani.ogg" no encontrado